# Biton xerxes
Biton xerxes är en spindeldjursart som beskrevs av Karsch 1880. Biton xerxes ingår i släktet Biton och familjen Daesiidae. Inga underarter finns listade.